# Volta (geometria)

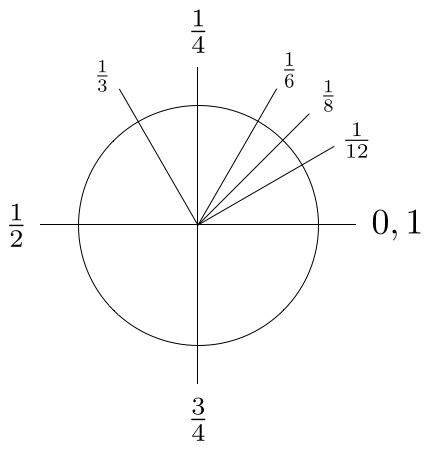
Rotações no sentido anti-horário ao redor do ponto central, onde uma rotação completa corresponde a um ângulo de rotação de 1 volta.

Uma volta (símbolo tr, pla ou N) é uma unidade de medida de ângulo plano que é igual a 2π radianos, 360 graus ou 400 grados. Assim, é a medida angular subentendida por uma circunferência completa no seu centro. Como uma unidade angular, uma volta também corresponde a um ciclo (símbolo c) ou a uma rotação (símbolo rot ou r). Unidades de frequência frequentemente relacionadas são ciclos por segundo (cps) e rotações por minuto (rpm). A unidade angular de volta é útil quando relacionadas com enrolamentos (por exemplo, transformadores), objetos girando, índice de curvas, entre outros.
No ISQ, um "número de voltas" arbitrário (também conhecido como "número de rotações" ou "número de ciclos") é formalizado como uma grandeza adimensional chamada rotação, definida como a razão de um dado ângulo e sua volta completa. É representado pelo símbolo N. (Ver abaixo para a fórmula.) Subdivisões de uma volta incluem meia volta e um quarto de volta, abrangendo uma ângulo raso e um ângulo reto, respectivamente; prefixos métricos também podem ser utilizados, como em centivolta e milivolta, por exemplo.
Outra unidade comum para representar ângulos é o radiano, que geralmente é expresso em termos de π (pi). O símbolo π, que representa meia volta, foi desenvolvido por William Jones em 1706 e depois popularizado por Leonhard Euler. Em 2010, Michael Hartl propôs usar em vez disso o símbolo τ (tau), igual a 2π e correspondendo a uma volta completa, para uma maior simplicidade conceitual. Essa proposta inicialmente não obteve ampla aceitação na comunidade matemática, mas a constante se tornou mais difundida, tendo sido adicionada a várias linguagens de programação e calculadoras importantes.

## Símbolos da unidade

### "N" nas unidades do ISQ e do SI
Um conceito relacionado à unidade angular "volta", definida pelo Sistema Internacional de Grandezas (ISQ) e adotada no Sistema Internacional de Unidades (SI), é a grandeza física volta (símbolo N), definida como o número de rotações:
N é o número (não necessáriamente inteiro) deo rotações, por exemplo, de um corpo em rotação de um dado eixo. Seu valor é dado por:
N = ⁠φ/2π rad⁠
onde φ denota a medida da posição angular.
A definição acima faz parte do ISQ, formalizado no padrão internacional ISO 80000-3 (espaço e tempo), e adotado no SI. No ISQ/SI, a rotação é usada para derivar a frequência de rotação, n=dN/dt, com a unidade base do SI do inverso do segundo (s-1); Unidades de frequência relacionadas comuns são hertz (Hz), ciclos por segundo (cps) e rotações por minuto (rpm).
A versão obsoleta ISO 80000-3:2006 definiu "rotação" como um nome especial para a grandeza adimensional "um", que também recebeu outros nomes especiais, como o radiano. Apesar de sua homogeneidade dimensional, essas duas unidades adimensionais especialmente nomeadas são aplicáveis para tipos de grandeza não comparáveis: rotação e ângulo, respectivamente. "Ciclo" também é mencionado na ISO 80000-3, na definição de período.

### "pla" na UE e na Suiça
O padrão alemão DIN 1315 (março de 1974) propôs o símbolo da unidade "pla" (do latim: plenus angulus, "ângulo completo") para voltas. Abordado no DIN 1301-1 (outubro de 2010), o chamado Vollwinkel ("ângulo completo") não é uma unidade do SI. No entanto, é uma unidade de medida legal na União Europeia e na Suíça.

### "tr" nas calculadoras
As calculadoras científicas HP 39gII e HP Prime suportam o símbolo de unidade "tr" para voltas desde 2011 e 2013, respectivamente. O suporte para "tr" também foi adicionado ao newRPL para a HP 50g em 2016 e para a hp 39g+, HP 49g+, HP 39gs e HP 40gs em 2017. Um modo angular TURN também foi sugerido para o WP 43S, mas a calculadora implementa "MULπ" (múltiplos de π) como modo e unidade desde 2019.

## Propostas para uma única letra representar2π

Um arco de uma circunferência com o mesmo comprimento de seu raio corresponde ao ângulo de 1 radiano. Uma circunferência completa corresponde a uma volta completa, ou aproximadamente 6,28 radianos, expresso aqui usando a letra grega tau (τ).

O significado do símbolo π não foi originalmente fixado à razão entre o comprimento da circunferência e o diâmetro. Em 1697, David Gregory usou ⁠π/ρ⁠ (pi sobre rô) para denotar o perímetro de uma circunferência dividida pelo seu raio. No entanto, anteriormente, em 1647, William Oughtred havia usado ⁠δ/π⁠ (delta sobre pi) para a razão entre o diâmetro e o perímetro. O primeiro uso do símbolo π por si só com seu significado atual (perímetro dividido pelo diâmetro) foi em 1706 pelo matemático galês William Jones. Euler então adotou o símbolo com esse significado, levando ao seu uso generalizado.
Em 2001, Robert Palais propôs usar o número de radianos em uma volta como a constante de círculo fundamental em vez de π, o que equivale ao número de radianos em meia volta, para tornar a matemática mais simples e intuitiva. Sua proposta utilizava um símbolo de "π com três pernas" para denotar a constante ({\displaystyle \pi \!\;\!\!\!\pi =2\pi }).
Em 2008, Thomas Colignatus propôs o uso da letra grega maiúscula teta, Θ, para representar 2π. A letra grega teta deriva da letra fenícia e hebraica tete, 𐤈 ou ט, e observa-se que a versão mais antiga do símbolo, que significa roda, se assemelha a uma roda com quatro raios. Também foi proposto o uso do símbolo de roda, tete, para representar o valor 2π, e mais recentemente foi estabelecida uma conexão entre outras culturas antigas sobre a existência de um símbolo de roda, sol, círculo ou disco — ou seja, outras variações de tete — como representação para 2π.
Em 2010, Michael Hartl propôs usar a letra grega tau para representar a constante da circunferência: τ = 2π. Ele ofereceu duas razões. Primeiro, τ é o número de radianos em uma volta, o que permite expressar frações de uma volta de forma mais direta: por exemplo, ⁠3/4⁠ de uma volta seria representada como ⁠3τ/4⁠ rad em vez de ⁠3τ/4⁠ rad. Segundo, τ se assemelha visualmente a π, cuja associação com a constante da circunferência é inevitável. O Manifesto Tau de Hartl fornece muitos exemplos de fórmulas consideradas mais claras quando τ é usado em vez de π, como uma associação mais estreita com a geometria da identidade de Euler usando eiτ = 1 em vez de eiπ = −1.
Inicialmente, nenhuma dessas propostas recebeu ampla aceitação pelas comunidades matemáticas e científicas. No entanto, o uso de τ tornou-se mais difundido. Por exemplo:
- Em 2012, o site educacional Khan Academy começou a aceitar respostas expressas em termos de τ.[34]
- A constante τ foi disponibilizada na calculadora do Google, na calculadora gráfica Desmos[35] e em várias linguagens de programação, como Python,[36][37] Raku,[38] Processing,[39] Nim,[40] Rust,[41] GDScript,[42] UE Blueprints,[43] Java,[44][45] e .NET.[46][47]
- Também foi utilizada em pelo menos um artigo de pesquisa matemática,[48] escrito pelo defensor de τ Peter Harremoës.[49]

A seguinte tabela apresenta com várias identidades aparecem quando τ = 2π é utilizado em vez de π. Para uma lista mais completa, veja Lista de fórmulas envolvendo π.
| Fórmula                                                              | Usando π | Usando τ | Notas                                        |
| -------------------------------------------------------------------- | --- | --- | -------------------------------------------- |
| Ângulo subtendido em ⁠1/4⁠ de uma circunferência                       | ⁠π/2⁠ rad | ⁠τ/4⁠ rad | ⁠τ/4⁠ rad = ⁠1/4⁠ de volta                       |
| Comprimento C de uma circunferência de raio r                        | C = 2πr | C = τr |                                              |
| Área de um círculo                                                   | A = πr2 | A = τ ⁠r2/2⁠ | A área de um setor de ângulo θ é A = θ ⁠r2/2⁠. |
| Área de um polígono regular de n lados com circunraio unitário       | A = ⁠n/2⁠ sin ⁠2π/n⁠ | A = ⁠n/2⁠ sin ⁠τ/n⁠ |                                              |
| Relação de recorrência entre os volumes de uma n-bola e uma n-esfera | Vn(r) = ⁠r/n⁠ Sn−1(r) Sn(r) = 2πr Vn−1(r) | Vn(r) = ⁠r/n⁠ Sn−1(r) Sn(r) = τr Vn−1(r) | V0(r) = 1 S0(r) = 2                          |
| Fórmula integral de Cauchy                                           | {\displaystyle f(a)={\frac {1}{{\color {orangered}2\pi }i}}\oint _{\gamma }{\frac {f(z)}{z-a}}\,dz}                                                                                             | {\displaystyle f(a)={\frac {1}{{\color {orangered}\tau }i}}\oint _{\gamma }{\frac {f(z)}{z-a}}\,dz}                                                     |                                              |
| Distribuição normal padrão                                           | {\displaystyle \varphi (x)={\frac {1}{\sqrt {\color {orangered}2\pi }}}e^{-{\frac {x^{2}}{2}}}}                                                                                                 | {\displaystyle \varphi (x)={\frac {1}{\sqrt {\color {orangered}\tau }}}e^{-{\frac {x^{2}}{2}}}}                                                         |                                              |
| Fórmula de Stirling                                                  | {\displaystyle n!\sim {\sqrt {{\color {orangered}2\pi }n}}\left({\frac {n}{e}}\right)^{n}} | {\displaystyle n!\sim {\sqrt {{\color {orangered}\tau }n}}\left({\frac {n}{e}}\right)^{n}}                                                              |                                              |
| Identidade de Euler                                                  | 0 eiπ = −1 eiπ + 1 = 0 | 0 eiτ = 1 eiτ − 1 = 0 | Para qualquer inteiro k, eikτ = 1            |
| raízes n-ésimas da unidade                                           | {\displaystyle e^{{\color {orangered}2\pi }i{\frac {k}{n}}}=\cos {\frac {{\color {orangered}2}k{\color {orangered}\pi }}{n}}+i\sin {\frac {{\color {orangered}2}k{\color {orangered}\pi }}{n}}} | {\displaystyle e^{{\color {orangered}\tau }i{\frac {k}{n}}}=\cos {\frac {k{\color {orangered}\tau }}{n}}+i\sin {\frac {k{\color {orangered}\tau }}{n}}} |                                              |
| Constante de Planck                                                  | {\displaystyle h={\color {orangered}2\pi }\hbar } | {\displaystyle h={\color {orangered}\tau }\hbar } | ħ é a constante reduzida de Planck.          |
| Frequência angular                                                   | {\displaystyle \omega ={\color {orangered}2\pi }f} | {\displaystyle \omega ={\color {orangered}\tau }f} |                                              |

## Subdivisões
Uma volta pode ser dividida em 100 centivoltas ou 1000 millivoltas, sendo que cada millivolta corresponde a um ângulo de 0,36°, que também pode ser escrito como 21′ 36″. Um transferidor dividido em centiturnos é normalmente chamado de "transferidor de porcentagem".
Embora os transferidores de porcentagem existam desde 1922, os termos centivoltas, millivoltas e microvoltas foram introduzidos muito mais tarde pelo astrônomo britânico Fred Hoyle em 1962. Alguns dispositivos de medição para artilharia e observação de satélites possuem millivoltas como escala.
Frações binárias de uma volta também são usadas. Tradicionalmente, marinheiros dividiam uma volta em 32 pontos subcolaterais, que implicitamente têm uma separação angular de 1/32 de volta. O grau binário, também conhecido como radiano binário (ou brad), é ⁠1/256⁠ de volta. O grau binário é usado em computação para um ângulo poder ser representado com a máxima precisão possível em um único byte. Outras medidas de ângulo usadas em computação podem ser baseadas na divisão de uma volta inteira em 2n partes iguais para outros valores de n.

## Conversão de unidade

O comprimento do círculo unitário (cujo raio é um) é 2π.

Uma comparação de ângulos expressos em graus e radianos

Uma volta é igual a 2π (≈ 6.283185307179586) radianos, 360 graus, ou 400 grados.
| Voltas        | Radianos | Radianos | Graus    | grados   |
| ------------- | -------- | -------- | -------- | -------- |
| 0 volta       | 0 rad    | 0 rad    | 0°       | 0g       |
| ⁠1/72⁠ de volta | ⁠τ/72⁠ rad | ⁠π/36⁠ rad | 5°       | ⁠5+5/9⁠g   |
| ⁠1/24⁠ de volta | ⁠τ/24⁠ rad | ⁠π/12⁠ rad | 15°      | ⁠16+2/3⁠g  |
| ⁠1/16⁠ de volta | ⁠τ/16⁠ rad | ⁠π/8⁠ rad  | 22.5°    | 25g      |
| ⁠1/12⁠ de volta | ⁠τ/12⁠ rad | ⁠π/6⁠ rad  | 30°      | ⁠33+1/3⁠g  |
| ⁠1/10⁠ de volta | ⁠τ/10⁠ rad | ⁠π/5⁠ rad  | 36°      | 40g      |
| ⁠1/8⁠ de volta  | ⁠τ/8⁠ rad  | ⁠π/4⁠ rad  | 45°      | 50g      |
| ⁠1/2π⁠ de volta | 1 rad    | 1 rad    | c. 57.3° | c. 63.7g |
| ⁠1/6⁠ de volta  | ⁠τ/6⁠ rad  | ⁠π/3⁠ rad  | 60°      | ⁠66+2/3⁠g  |
| ⁠1/5⁠ de volta  | ⁠τ/5⁠ rad  | ⁠2π/5⁠ rad | 72°      | 80g      |
| ⁠1/4⁠ de volta  | ⁠τ/4⁠ rad  | ⁠π/2⁠ rad  | 90°      | 100g     |
| ⁠1/3⁠ de volta  | ⁠τ/3⁠ rad  | ⁠2π/3⁠ rad | 120°     | ⁠133+1/3⁠g |
| ⁠2/5⁠ de volta  | ⁠2τ/5⁠ rad | ⁠4π/5⁠ rad | 144°     | 160g     |
| ⁠1/2⁠ de volta  | ⁠τ/2⁠ rad  | π rad    | 180°     | 200g     |
| ⁠3/4⁠ de volta  | ⁠3τ/4⁠ rad | ⁠3π/2⁠ rad | 270°     | 300g     |
| 1 volta       | τ rad    | 2π rad   | 360°     | 400g     |